# Narvalo (sommergibile 1930)
Il Narvalo è stato un sommergibile della Regia Marina.

## Storia
Una volta entrato in servizio, fu dislocato a La Spezia, in seno alla II Squadriglia Sommergibili di Media Crociera.
Nel 1931 svolse un viaggio lungo le coste sarde e un anno dopo ne compì un secondo nel bacino orientale del Mediterraneo.
Cambiò poi base spostandosi a Napoli (1934), inquadrato nella IV Squadriglia, poi a Tobruk e infine a Massaua, dove operò in due distinti cicli operativi nel 1935-36 e nel 1938, mettendo in evidenza discrete qualità operative in acque calde. Fu poi trasferito a Fiume (dicembre 1938) e quindi aggregato alla XXXIII Squadriglia con base a Messina; nel 1939 fu distaccato alla Scuola Sommergibili di Pola.
All'entrata dell'Italia nella seconda guerra mondiale faceva parte, appena trasferito, del V Grupsom di Lero, che aveva raggiunto il 22 gennaio 1940. Operò in Mediterraneo orientale senza cogliere risultati.
Nella notte del 27-28 settembre 1941 (al comando del tenente di vascello Giuseppe Caito) attaccò un trasporto in navigazione nei pressi di Capo Bon con il lancio di due siluri, senza tuttavia riuscire a colpirlo.
Il 14 dicembre dello stesso anno subì forte caccia antisommergibile nei pressi di Capo Passero, ricevendo seri danni che lo obbligarono al rientro.
A partire dai mesi primaverili del 1942 fu adibito al trasporto di rifornimenti per la Libia: svolse otto missioni di questo tipo, con il trasporto di 510,3 tonnellate di rifornimenti (70,7 di lattine di carburanti e lubrificanti, 404,7 di munizioni, 25 di provviste e 9,9 di carichi di altra natura).
Nella serata del 13 gennaio 1943, ultimata la sua ottava missione di trasporto, lasciò Tripoli agli ordini del tenente di vascello Ludovico Grion, diretto in Italia, con a bordo, oltre all'equipaggio, 11 ufficiali inglesi prigionieri, 5 militari italiani che ne costituivano la scorta e altri 6 militari italiani che dovevano rimpatriare.
Alle 13.45 del giorno successivo subì l'attacco con bombe di un velivolo inglese, circa 140 miglia a sudest di Malta; colpito, fu immobilizzato e impossibilitato sia ad immergersi che a navigare in superficie. Il comandante Grion ordinò di avviare le manovre di autoaffondamento, ma sopraggiunsero due cacciatorpediniere britannici, l'Hursley e il Pakenham (informati dal velivolo), che cannoneggiarono il sommergibile (che aveva già iniziato ad autoaffondarsi) e ne provocarono in breve l'affondamento.
Scomparvero in mare 4 ufficiali e 25 fra sottufficiali e marinai del Narvalo, tutti gli 11 militari italiani saliti a Tripoli e 8 dei prigionieri, mentre i sopravvissuti (32 membri dell'equipaggio del sommergibile e 3 prigionieri) furono tratti in salvo dalle unità inglesi.
Il Narvalo aveva svolto in totale 23 missioni esplorativo-offensive, 8 di trasporto e 5 di trasferimento, navigando per 20.760 miglia in superficie e 3020 in immersione.